# Vikramasingapuram
Vikramasingapuram es una ciudad y municipio situada en el distrito de Tirunelveli en el estado de Tamil Nadu (India). Su población es de 47241 habitantes (2011). Se encuentra a 37 km de Tirunelveli y a 91 km de Thoothukudi.

## Demografía
Según el censo de 2011 la población de Vikramasingapuram era de 47241 habitantes, de los cuales 22955 eran hombres y 24286 eran mujeres. Vikramasingapuram tiene una tasa media de alfabetización del 89,21%, superior a la media estatal del 80,09%: la alfabetización masculina es del 94,29%, y la alfabetización femenina del 84,41%.